# Grundruhrrecht
Das Grundruhrrecht war im Mittelalter das Recht von Grundbesitzern oder auch Anwohnern gegenüber Kaufleuten und Transporten, sich alles anzueignen, was „den Boden berührte“. Wenn eine Wagenachse oder ein Wagenrad brach, ein Tier stürzte oder etwas von der Transportfläche fiel, so gehörte die gesamte Fracht dem Grundherrn und den anliegenden Bewohnern.

## Strandrecht
Als Strandrecht galt dieses Recht gleichermaßen für die Schifffahrt. Um sich gegen die Nachteile aus diesem Recht zu schützen, galt nach dem Beschluss von Wisby vom 24. Juni 1287 und dem Stralsunder Recess vom 27. März 1365 in den Territorien der Hansen ein Verbot des Kaufs und Verkaufs von Schiffsbruchgütern.

## Geschichte
Das Grundruhrrecht wurde von den adeligen Grundbesitzern vor allem dann in Anspruch genommen, wenn die Kaufleute (überhöhte) Gebühren für angebotenes Geleit zum Schutz vor Räuberbanden nicht bezahlt hatten, oder wenn die Transporteure als Mautflüchtlinge entgegen dem Straßenzwang auf sogenannten „verbotenen Wegen“ unterwegs waren und einen Unfall erlitten.
Knie- bis hüft-tiefe Schlaglöcher, aufgeweichte und holprige Fahrbahnen führten häufig zu Stürzen und Unfällen. Manche Grundherren hatten aber gar kein Interesse, die Straßen in Stand zu halten, da schlechte Fahrwege mehr Gewinn abwarfen als gepflegte Wege. Der Grundherr erhielt in der Regel nämlich die Hälfte der beschlagnahmten Güter, der Rest fiel den wachsamen Anwohnern der nächstgelegenen Ortschaften zu, welche bei solchen Entdeckungen ein gerne angenommenes Zubrot bekamen. Im besten Fall konnten die Eigentümer die Waren mit der Hälfte des Wertes wieder auslösen.
Durch die Grundruhr wurden die ohnehin schwierigen Transporte zusätzlich verteuert. Damit entstand ein erheblicher Schaden für die Volkswirtschaft und im Speziellen auch für die überregionalen Landesherren. Der römisch-deutsche König Rudolf I. von Habsburg (1273–1291) ging gegen das Grundruhrrecht deshalb ebenso energisch wie gegen die Raubritter vor, die von ihren geschützten Burgen wehrlose Frachtschiffe und Landfahrzeuge überfielen und ausplünderten.
Im Jahr 1375 wurde das Grundruhrrecht durch die Herzöge von Österreich und Bayern außer Kraft gesetzt. Es ist aber belegbar, dass dieses Recht fallweise noch im 17. Jahrhundert in Anspruch genommen wurde, denn noch 1687 musste sich Kaiser Leopold I. mit dessen Abschaffung befassen.